# Pequeno Irmão
Pequeno Irmão (Little Brother no original) é um romance de Cory Doctorow, lançado em 29 de abril de 2008 nos EUA e 2011 no Brasil. O romance foi licenciado nos termos da licença Creative Commons Atribuição-NonCommercial-ShareAlike 2.5 e disponível gratuitamente no site do autor. A ideia do livro nasceu de eventos do caso de um estudante, Blake J. Robbins, que entrou com uma ação contra sua escola ao descobrir que os educadores vigiavam os estudantes através das webcams dos laptops.

## Sobre o livro
O livro conta a historia de um ataque terrorista ao sistema de Bay Bridge e BART na cidade de São Francisco e como o governo, com a desculpa de combate ao terrorismo, acabou com direitos civis e a liberdade de expressão. Na confusão do ataque, o governo prende Marcus Yallow, um jovem de 17 anos. Marcus é um Hacker que usava seus conhecimentos basicamente para burla aulas. Ele é tratado como suspeito de terrorismo, tendo todos os seus direitos suspensos. Por meio de tortura física e psicológica, tentam arrancar dele uma confissão. Sem conseguir incriminá-lo, ele é solto, mas é coagido a não revelar nada do ocorrido, nem mesmo para seus pais. Marcus, revoltado, tenta lutar contra esta forma de opressão usando seus conhecimentos.

## Sequência
Em 20 de junho de 2012, Doctorow postou a capa da sequência de Pequeno Irmão, intitulado Homeland, que foi formalmente lançado em fevereiro de 2013. A sequência de Homeland, Crypto Wars, é uma continuação adulta de Pequeno Irmão.